# Acerum
Acerum du Québec, ou plus communément appelé Acerum, est l'appellation utilisée pour qualifier l’eau-de-vie d’érable fabriquée au Québec, Canada, à partir de sève d'érable concentrée sous diverses formes, puis fermentée et distillée, telle que défini et protégé par une IGP (Indication Géographique Protégée). 
L'Acerum se distingue des autres produits de l'érable par l'absence de goût sucré de par la transformation du sucre en alcool durant la fermentation, mais dont les arômes subtiles de l'érable sont révélés par la distillation. Il peut être blanc, ambré, ou vieilli et a un profil organoleptique qui peut varier selon les méthodes de production. Il se rapproche à la fois des eaux-de-vie de fruits et du rhum de canne à sucre.

## Réglementation
L’Acerum est une eau-de-vie d'érable obtenue exclusivement par la distillation de l’alcool issu de la fermentation de la sève d’érable concentrée (sous forme de sirop d'érable ou autre) provenant exclusivement du Québec. L'appellation Acerum du Québec, ainsi que son nom commun Acerum, sont réservés aux spiritueux dont la fabrication respecte le cahier des charges établi par le CARTV (Conseil des Appellations Réservées et des Termes Valorisants). Le CARTV précise entre autres que :
- Le sucre de l'eau d'érable ou du sirop d'érable du Québec est transformé en alcool grâce à l'utilisation de levure ;
- Le moût d'érable est ensuite distillé lentement dans un alambic. Il en sort une délicate eau-de-vie d'érable aux notes fruitées, l'Acerum. le distillat doit avoir un titre alcoométrique volumique qui n’excède pas 90% afin de conserver les arômes caractéristiques de la sève d’érable fermentée;
- Aucune substance autre que l'eau — pour des fins de dilution — ne peut être ajoutée après la distillation. L'Acerum est un spiritueux noble qui révèle en finesse les arômes de l'érable distillé ;
- Cependant, selon le choix de l’artisan, l'Acerum peut être laissé naturel ou aromatisé par la macération de bois neuf ou usagé, ou encore, vieilli dans des fûts de bois neufs ou usagés, apportant à l'eau-de-vie texture et complexité;
- L’Acerum peut être vieilli ou non. Le vieillissement (ou maturation) doit se faire dans des fûts de bois neufs ou usagés d’un volume inférieur à 700 litres ;
- Dans le cas d’un vieillissement en fût usagé, seules les substances aromatiques présentes dans les parois du fût sont acceptées et ne peuvent générer un taux de sucre de plus de 15 g/l dans le produit commercialisé.
- L’Acerum ne peut être commercialisé en deçà de 35% d’alcool par volume.

## Étymologie
Acerum vient de la contraction des mots latin « Acer » signifiant érable et anglais « Rum » signifiant Rhum, faisant ainsi référence à une fermentation et une distillation de même type que pour le rhum, mais où le sucre de canne est remplacé par celui de l'érable.

## Histoire
Ce sont les autochtones du nord-est de l’Amérique du Nord qui ont développé la méthode de transformation de la sève d’érable en sirop, et ce bien avant l’arrivée des Européens. Les colons de la Nouvelle-France et de la Nouvelle-Angleterre se sont rapidement approprié cette technique et l’ont graduellement améliorée, plus particulièrement depuis le milieu du XXe siècle, en développant entre autres plusieurs produits dérivés comme de la tire d’érable, du sucre d’érable, du beurre d’érable, du caramel d’érable et bien d’autres. Le sirop d’érable est considéré, par de nombreux Québécois, comme l’or ambré du Québec, principale région productrice de ce produit, qui fournit à elle seule près des trois quarts de la production mondiale.
Ce n’est que dans les années 1970 que certains producteurs ont commencé à produire de l’alcool à partir de ce sirop. Bien que certains essais d’alcool distillés aient alors été faits dans des laboratoires universitaires, ce n’est que dans les années 1990 que certains producteurs de sirop d’érable commencent à produire un vin à base de cette ressource sucrée, que l’on appellera éventuellement Acer.
Dans la même période, certaines distilleries commencent à commercialiser de l’eau-de-vie d’érable, mais ce n’est qu’en décembre 2017 qu'apparaît pour la première fois la dénomination Acerum pour une eau-de-vie d’érable, grâce à la commercialisation par Distillerie Shefford de ses Acerum Blanc et Acerum Brun à la Société des alcools du Québec. Cette même année, Distillerie Shefford reçoit du CTAQ (Conseil de la transformation Alimentaire du Québec) le Prix Innovation pour un alcool distillé.
Dès l’année suivante, trois producteurs (Distillerie Shefford, Distillerie du St. Laurent et Domaine Acer - devenu Domaine Vallier Robert) se regroupent pour forment l’UDSÉ, l’organisme sans but lucratif qui aura dorénavant le mandat de faire la promotion de l’Acerum et d’en définir le cahier des charges. L’UDSÉ inscrit du même coup la marque de certification Acerum auprès de l’OPIC (Office de la Propriété Intellectuelle du Canada).
En 2019, l’UDSÉ mandate la firme Papilles pour réaliser une étude d’opportunité en collaboration avec le CARTV (Conseil des appellations réservées et des termes valorisants du Québec) afin de transformer la marque de certification Acerum en une IGP (Indication Géographique Protégée). Cette étude conclut au potentiel de l’Acerum comme nouvelle forme de commercialisation de l’érable du Québec, autant sur les marchés locaux qu’étrangers.
En décembre 2019, Distillerie du St. Laurent lance la commercialisation de son Acerum 1 an à la Société des alcools du Québec et débute des démarches pour l’exportation dans différents pays européens et asiatiques. En mars 2020, ce tout nouveau produit rafle la médaille d’or et la distinction « Outstanding Innovation » à la compétition Craft Spirits Berlin en Allemagne, confirmant l’important potentiel d’exportation de cette nouvelle version de l’or ambré du Québec.
En février 2020, 4 nouveaux membres se joignent à l’UDSÉ, soit : Distillerie O'dwyer, Distillerie Puyjalon, Domaine du Cap et La Société Secrète. L’UDSÉ mandate à nouveau Papilles afin de procéder à la réécriture du cahier de charge de l’Acerum en fonction des besoins et contraintes d’une IGP. En avril 2020, le Domaine Small devient le 8e membre de l'UDSÉ.
Le 16 avril 2025, l'IGP « Acerum du Québec » est officiellement créé. Cette IGP, la première pour un spiritueux canadien, permet ainsi d’augmenter la visibilité et la notoriété de ce produit unique et identitaire au terroir du Québec, et de le faire rayonner autant au Québec que partout dans le monde. 
Déjà

## Zone de production

Localisation du Québec au Canada.

Tel que défini par le cahier des charges de l’UDSÉ, l’Acerum doit absolument être entièrement fabriqué dans la province de Québec, au Canada, avec du sirop d’érable, du concentré d’érable, ou de la sève d’érable provenant d’érables du Québec.

## Nomenclature
L’Acerum peut être vendu sous différents aspects selon qu’il ait ou non été vieilli ou subi une macération. Voici les différentes appellations possibles :
- Acerum : Toute eau-de-vie correspondant au cahier des charges;
- Acerum blanc : Tout Acerum, qui n’a pas été vieilli et qui n’a pas subi de macération de bois;
- Acerum brun ou Acerum ambré : Tout Acerum qui a été vieilli moins d’un (1) an et/ou qui a subi une macération de bois;
- Acerum XX an(s) : Tout Acerum qui a été vieilli au moins un (1) an. La mention d’âge doit obligatoirement être inscrite sur l’étiquette et doit correspondre au plus jeune des barils utilisés dans le mélange embouteillé.

## Liste des membres et des producteurs
L’UDSÉ regroupe des membres actifs et non-actifs. Les membres non-actifs ne produisent ou commercialisent pas encore d’Acerum, mais prévoient le faire d’ici 3 ans. Le tableau suivant donne la plus récente liste des membres actifs et non-actifs :
| Membres                                              | Membre depuis | Commercialisation Acerum |
| Distillerie Shefford *                               | 2018          | 2017                     |
| Distillerie du St. Laurent *                         | 2018          | 2019                     |
| Domaine Vallier Robert (anciennement Domaine Acer) * | 2018          |                          |
| Distillerie O'dwyer                                  | 2020          |                          |
| Distillerie Puyjalon                                 | 2020          |                          |
| Domaine du Cap                                       | 2020          |                          |
| La Société Secrète                                   | 2020          |                          |
| Domaine Small                                        | 2020          |                          |
| La Rhumerie du Théâtre                               | 2021          | 2021                     |
| Distillerie Temiscouata                              | 2021          | 2021                     |
| Distillerie Mitis                                    | 2021          | 2023                     |
| Distillerie Fove                                     |               |                          |

* Membres fondateurs

## Annexe